# Eublemma sciaphora
Eublemma sciaphora là một loài bướm đêm trong họ Erebidae.